# This Time I’m Free
A This Time I'm Free című kislemez  Dr. Alban Born In Africa című albumának első dala, mely megjelent 7 inches kislemezen, valamint 12-es bakelit formátumban is. A dal több európai slágerlistára is felkerült, és videóklip is készült a dalhoz.

## Tracklista
CD maxi
1. "This Time I'm Free" (credibility mix) – 3:49
2. "This Time I'm Free" (credibility extended mix) – 5:29
3. "This Time I'm Free" (stonebridge & nick nice big mix) – 11:13
4. "This Time I'm Free" (stonebridge & nick nice anthem mix) – 6:56
5. "This Time I'm Free" (alternative breakbeat mix) – 5:37

7" kislemez
1. "This Time I'm Free" (credibility mix) – 3:49
2. "This Time I'm Free" (stonebridge & nick nice anthem mix) – 6:56

12" kislemez - remixes
1. "This Time I'm Free" (todd terry remix) – 7:44
2. "This Time I'm Free" (fizzle mix) – 7:24
3. "This Time I'm Free" (berlin...24 hrs) – 5:33

## Slágerlista
| Slágerlista(1995)              | Legmagasabb helyezés |
| ------------------------------ | -------------------- |
| Svájc                          | 32                   |
| Svédország (Sverigetopplistan) | 3                    |
| Németország                    | 27                   |
| Ausztria                       | 23                   |
| Hollandia                      | 35                   |
| Belgium                        | 21                   |